# 岩崎晋弥
岩崎 晋弥（いわさき しんや）は、日本の俳優、スーツアクター。

## 出演

### テレビドラマ
- ウルトラマンコスモス（2001年 - 2002年） - 防衛軍特殊部隊隊員
- 超星神グランセイザー（2003年 - 2004年） - アケロン大星獣、クローンアケロン大星獣、巨大オメガ、巨大ボスキート、大怪獣トロイアス、キャブレオン、ユウヒ（代役）[1]
- 幻星神ジャスティライザー（2004年 - 2005年） - ダルガ、ライゼロス、ジュウライザー
- 超星艦隊セイザーX（2005年 - 2006年） - 宇宙恐獣ウィンミラー、宇宙恐獣バードレス、合成恐獣ビグスタッグ、合成恐獣グラプター、未来恐獣デスパー、未来恐獣ネオデスパー、未来暴艦ガレオキング、未来恐獣ディロス、合成恐獣レイミラード、メカ巨獣メガリオン、暗黒恐獣ダークゲラン、ドリルアングラー、巨大ブレアード、雷神ゴード
- ウルトラマンメビウス（2006年 - 2007年） - ゾフィー、ウルトラセブン、バードン、サラマンドラ
- Kawaii! JeNny（2007年） - 巨大ロボイタズラン
- ウルトラギャラクシー大怪獣バトル（2007年 - 2008年） - サラマンドラ
- ウルトラギャラクシー大怪獣バトル NEVER ENDING ODYSSEY （2008年 - 2009年） - アーストロン、メトロン星人（RB）、ババルウ星人（RB）

### 映画
- ウルトラマンコスモス2 THE BLUE PLANET（2002年） - スコーピス[2]
- 新世紀ウルトラマン伝説（2002年） - ゾフィー
- ウルトラマンコスモスVSウルトラマンジャスティス THE FINAL BATTLE（2003年） - グローカーボーン第一形態
- 新世紀2003ウルトラマン伝説 THE KING'S JUBILEE（2003年） - ウルトラマンレオ
- ULTRAMAN（2004年）
- 大決戦!超ウルトラ8兄弟（2008年） - ウルトラマンジャック[3]、キングパンドン[4]
- 大怪獣バトル ウルトラ銀河伝説 THE MOVIE（2009年）

### ゲーム
- ウルトラマン Fighting Evolution 3（2004年） - モーションアクター